# Con un mismo corazón
Con un mismo corazón, nota anche come Que nos sucediò, è una canzone composta dalla cantautrice messicana Ana Gabriel nel 1997 ed è la title track dell'omonimo album. Il brano compare come prima traccia, nella versione a solo dell'autrice e come ultima traccia versione in duo con Vicente Fernández.
Il brano musicale, era stato pubblicato nel 1997, in un periodo in cui il pop latino stava guadagnando popolarità a livello globale. Il brano riflette il significato culturale delle ballate romantiche nella musica latina, dove l'espressione emotiva è fondamentale. 

## Testo e significato
Con Un Mismo Corazón di Vicente Fernández e Ana Gabriel, è una ballata che si addentra nei ricordi di un amore che un tempo ardeva di luce intensa ma che alla fine si è spento. La canzone inizia con un nostalgico ricordo del giorno in cui gli amanti si erano incontrati: un giorno radioso che sembrava che il sole splendesse più forte. Questo è l'inizio di una relazione appassionata, con un amore totalizzante, con baci e carezze che trasmettevano emozioni profonde e un senso di completezza.
Con il procedere della canzone, il tono si sposta verso un senso di perdita e confusione. La luce che illuminava il loro amore si è affievolita e la coppia si ritrova senza capire cosa sia andato storto. Il verso ripetuto, Nos faltó el valor para salvar la idea (Abbiamo mancato il valore per salvare l'idea), suggerisce che non abbiano avuto il coraggio di preservare il loro amore, alludendo a un fallimento reciproco nel sostenere la relazione. Questa presa di coscienza è dolorosa, mentre il cantante riflette sulla natura unica e insostituibile del loro legame..
La frase ricorrente Cuando se ha querido, con un mismo corazón (lett. "Quando hai amato con lo stesso cuore") funge da ritornello, sottolineando l'idea di un profondo legame emotivo condiviso che trascende il dolore della separazione. Il narratore esprime un desiderio di comprensione, chiedendosi cosa sia andato storto nonostante l'amore che un tempo era vibrante.
Nella sua essenza il brano parla del legame indissolubile tra due persone, che l'amore non conosce confini e che anche di fronte alle avversità, i cuori di due persone possono battere all'unisono. 
Il linguaggio metaforico utilizzato nella canzone consente agli ascoltatori la possibilità di interpretarla nel loro modo personale.